# ヒュンダイ・ラフェスタ
ヒュンダイ・ラフェスタ(Lafesta、菲斯塔)は、現代自動車が販売しているミドルクラスセダン。中国の北京現代にて生産が行われている。ミストラとソナタの中間にあたる。

## 概要
2018年北京モーターショーで初めて発表され、2018年10月に中国市場で119,800〜145,800元の価格で発売された。同年10月に発売となった中国市場専売車種のミドルクラスセダン。主に若年層をターゲットにしている。

## バッテリー式パワートレイン

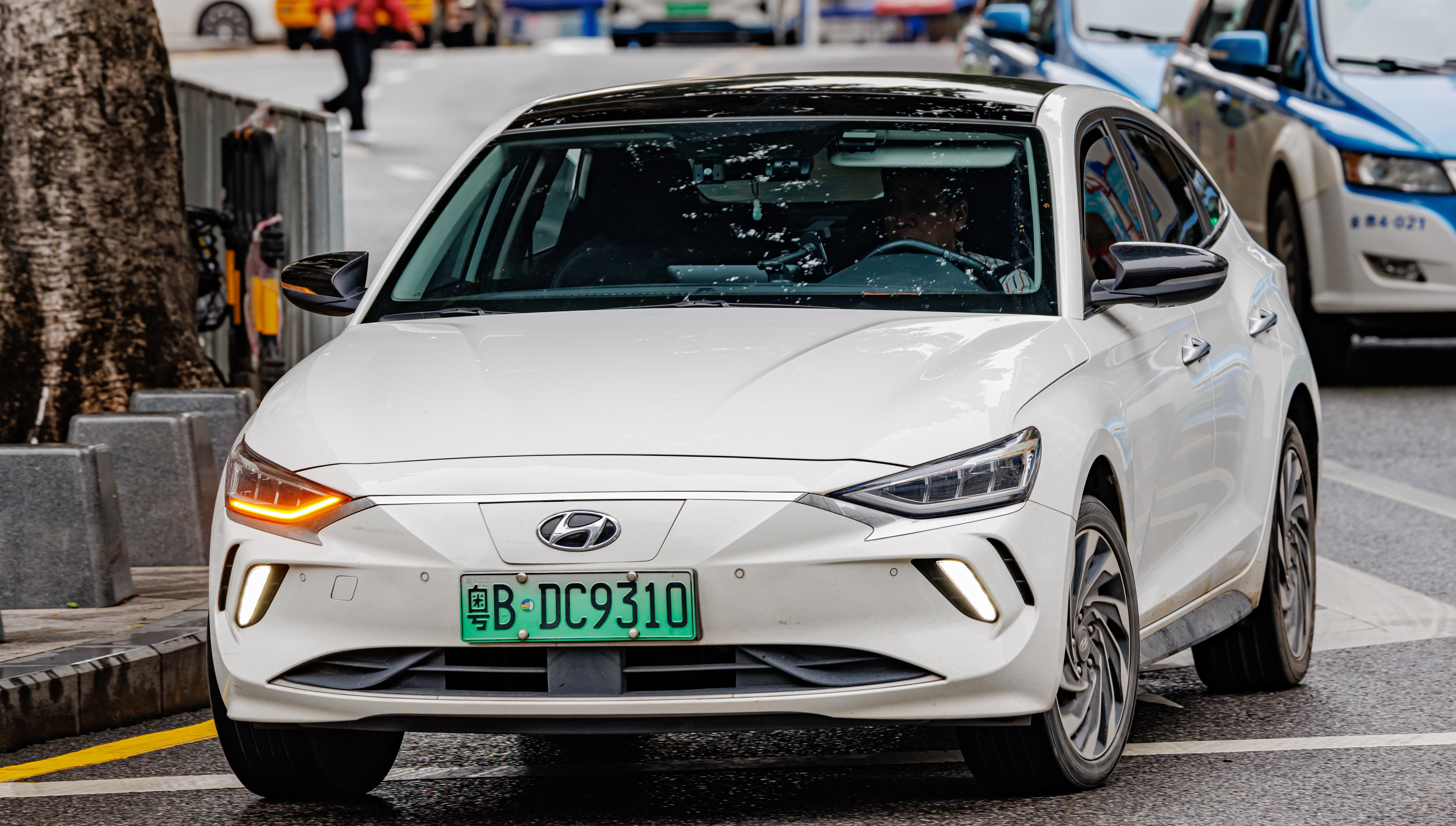
ヒュンダイラフェスタEV